# 成城大学社会イノベーション学部・大学院社会イノベーション研究科
成城大学社会イノベーション学部（せいじょうだいがくしゃかいイノベーションがくぶ）は成城大学の学部の1つ。成城大学大学院社会イノベーション研究科（せいじょうだいがくだいがくいんしゃかいイノベーションけんきゅうか）は同大学大学院の研究科。
教育内容は政治学、経済学、心理学など既存の社会学部と類似しているが、大きな違いは旧来の学問に多く見られる知識の蓄積とは違い、知識を活用するという点に重点を置いているということである

## 沿革
1950年 成城高等学校および成城高等女学校を母体に成城大学を開学。
1954年 成城大学短期大学部を設置。
1967年 大学院を設置。
2005年 短期大学部を廃止、社会イノベーション学部を新設。
2009年 大学院に社会イノベーション研究科を設置。

## 組織
社会イノベーション学部
- 政策イノベーション学科
- 心理社会学科

社会イノベーション研究科（博士課程前期・博士課程後期）
- 社会イノベーション専攻